# Pierre Kohlmann
Pour les articles homonymes, voir Kohlmann.
Pas d'image ? Cliquez ici
Pierre Kohlmann est un alpiniste français né le 24 août 1935 et mort d'épuisement le 16 juillet 1961 à l'âge de 25 ans sur le versant italien du mont Blanc. Originaire de région parisienne, Pierre Kohlmann a réalisé plusieurs premières ascensions importantes dans les Alpes et a été ami et compagnon de cordée de Pierre Mazeaud.

## Biographie
À la fin des années 1940, Pierre Kohlmann découvre l'escalade en forêt de Fontainebleau avec René Desmaison, de cinq ans son ainé, alors qu'ils habitent Antony en région parisienne. Au printemps 1958, Pierre Kohlmann fait la connaissance de Pierre Mazeaud, ils deviennent amis et grimpent ensemble notamment dans Le Saussois où ils ouvrent plusieurs voies. C'est là qu'ils préparent en 1959 la première qu'ils réussiront avec René Desmaison et Bernard Lagesse dans la face nord surplombante de la Cima Ovest dans les Dolomites (voie Couzy). Pierre Kohlmann réalise plusieurs premières dans les Alpes (souvent en compagnie de Pierre Mazeaud) mais aussi dans le Hoggar.
Au cinéma, Pierre Kohlmann double à plusieurs reprises Jean Marais dans des scènes acrobatiques et il mène en 1961 l'équipe d'alpinistes qui participent dans les gorges de la Jonte au tournage du film de cape et d'épée le Miracle des loups.
Pierre Kohlmann est d'un caractère altruiste et généreux, ; chrétien pieux, il a l'habitude de prier en montagne le soir au bivouac. Il s'occupe d'une association pour jeunes aveugles à qui il fait découvrir l'escalade à Fontainebleau et la marche en montagne,. Pierre Kohlmann est mal-entendant et a besoin d'un appareil auditif ; cela le handicape en montagne pour communiquer avec ses compagnons de cordée, en particulier lorsque son appareil auditif est défaillant.
En juillet 1961, avec les Français Pierre Mazeaud, Antoine Vieille et Robert Guillaume et rejoints par les Italiens Walter Bonatti, Andrea Oggioni et Roberto Gallieni, Pierre Kohlmann tente la première ascension du pilier central du Freney sur le versant italien du mont Blanc. L'orage interrompt l'ascension alors qu'ils ont déjà dépassé l'altitude de 4 500 mètres. Immobilisés au milieu des éclairs, la foudre les frôle et touche Pierre Kohlmann au niveau de son appareil auditif qui sera désormais inopérant. Ils attendent une amélioration mais l'amélioration ne vient pas et la tempête qui s'installe contraint les alpinistes à une retraite de plusieurs jours qui se transforme en tragédie. D'abord Antoine Vieille puis Robert Guillaume meurent d'épuisement. Alors que Pierre Mazeaud reste au pied du versant nord du col de l'Innominata aux côtés d'Andrea Oggioni agonisant, Pierre Kohlmann, sourd, est pris de démence à cause de la fatigue et de la déshydratation : Walter Bonatti et Roberto Gallieni sont contraints de laisser Pierre Kohlmann devenu fou au pied du versant sud du col. Ils rejoignent alors rapidement dans la nuit le refuge Gamba où ils alertent les secours. Pierre Mazeaud est sauvé in extremis mais les secours ne pourront rien pour Pierre Kohlmann qu'ils retrouvent mourant le dimanche 16 juillet 1961,.
Pierre Kohlmann est enterré au cimetière d'Antony.

## Principales ascensions
- Hiver 1957-1958 : dans le Hoggar, réalisation de 18 premières[A 9], en particulier :
  - avec Adrien Billet, la voie Billet-Kohlmann sur la face nord-est du Tizouyag Nord le 25 décembre 1957[C 1]
  - avec C. Roussy, la voie Kohlmann-Roussy ou Face ouest directissime au Clocher des Tizouyag le 26 décembre 1957[C 2]
  - avec Adrien Billet, la voie Billet-Kohlmann sur la face sud-est du Tizouyag Nord le 27 décembre 1957[C 1]
  - avec Adrien Billet, la voie Billet-Kohlmann au Tizouyag Nord le 28 décembre 1957[C 3]
  - avec Claude Dufourmantelle, la voie Face sud directe à l'Ihaghen (ou Iharen) le 3 janvier 1958[C 4]
- 1959 : dans le Saussois, ouverture avec Pierre Mazeaud du Pilier de l'Échelle et d'une voie entre le pilier de l'Échelle et la Super-échelle[A 10]
- Juillet 1959 : participation à l'ouverture de la voie Couzy à la Cima Ovest dans les Dolomites (la cordée de Pierre Kohlmann et Bernard Lagesse apporte soutien et ravitaillement à la cordée de tête de Pierre Mazeaud menée René Desmaison)[B 3],[A 11]
- 17 juillet 1960 : première, avec B. Mevel, G. Dassonville et M. Bréban, de la voie Kohlmann sur le versant sud de l'aiguille du midi (massif du Mont-Blanc)[A 12],[D 4]
- 25 et 26 juillet 1960 : première, avec Pierre Mazeaud et Philippe de Saint-Amand, de la voie directe à la face sud de l'aiguille du Pouce dans les aiguilles Rouges (voie des Français)[A 13],[D 5]
- Juillet 1960 : première avec Pierre Mazeaud de l'intégrale de l'aiguille du Peigne par le versant de Chamonix dans le massif du Mont-Blanc[A 14]
- Février 1961 : première hivernale, avec Pierre Mazeaud, du couloir Nord du Piz Cengalo dans la chaîne de la Bernina[A 15]

## Hommage
Une rue d'Antony porte le nom de Pierre Kohlmann.
Son nom a également été donné à une association antonienne d'aide aux jeunes et d'accompagnement éducatif ; cette association a été fondée en 1976 par Charles Ferment et Paul Roze (parrain de René Desmaison) avec qui Pierre Kohlmann avait découvert la montagne au lendemain de la Seconde Guerre mondiale.